# Коротков, Николай Николаевич (футболист)
Никола́й Никола́евич Коротко́в (1893, Москва — 1954) — футболист Российской империи, игравший на позиции защитника.

## Карьера
Провёл карьеру в командах Москвы: «Новогиреево», «Унион» и «Мамонтовка». За российскую сборную провёл один матч против Швеции (закончившийся ничьей 2:2).